# Иоанн V (папа римский)
Иоанн V (лат. Johannes PP. V; 635 — 2 августа 686) — папа римский с 23 июля 685 года по 2 августа 686 года. Первый из так называемых «Византийских пап», вступивших на престол без утверждения византийским императором и первый в ряду десяти пап восточного происхождения. Его папство было отмечено примирением Рима и Константинополя.

## Ранние годы
Иоанн V был по происхождению сирийцем и родился в 635 году в Антиохии.
До избрания Иоанн, благодаря знанию греческого языка, был папским легатом на Шестом вселенском соборе 680 года.

## Избрание
Иоанн V был первым папой из так называемых «Византийских пап» (избираемых под влиянием императора), рукоположённых без прямого одобрения византийского императора. Константин IV даровал это право предшественнику Иоанна, Бенедикту II, указав, что «тот, кто избран на Апостольский Престол, может быть рукоположён понтификом с этого момента и без промедления». Тем самым, была возрождена древняя практика и Иоанн V был выбран населением Рима в июле 685 года. Константин IV, несомненно, верил, что население и духовенство Рима были достаточно лояльны императорской власти и восточной культуре в целом, и действительно — ближайшие десять понтификов были восточного происхождения.

## Понтификат
Папство Иоанна V характеризовалось дальнейшим улучшением отношений с Византией. Император сильно снизил налоги на папские владения на Сицилии и в Калабрии и отменил ряд налогов, например, подоходный налог на зерно, который уплачивался с большим трудом в последние годы. Письмо Юстиниана II заверило Иоанна V, что «Синод высокопоставленных государственных и церковных чиновников», в том числе апокрисиарий и солдаты византийской армии, прочитали, а затем опечатали текст решений Третьего Константинопольского собора, чтобы предотвратить любое изменение его положений. Это письмо было адресовано Иоанну, поскольку император считал, что папа ещё жив, но получил его в итоге уже папа Конон.
Иоанн подчинил римскому престолу сардинскую церковь, ранее стремившуюся к самостоятельности.
Как и его непосредственные предшественники, Иоанн V был необычайно щедр по отношению к диаконам Рима, распределив 1900 солидов среди духовенства, монахов и диаконов.

## Смерть
Иоанн, уже вступая на престол, был болен. После понтификата продолжительностью чуть больше года Иоанн V умер 2 августа 686 года в своей постели, и ему наследовал Конон. Смерть Иоанна V породила горячие дебаты по поводу кандидатуры его преемника: духовенство выступило в пользу протоиерея Петра, а армия поддержала Феодора. Духовенство собралось возле базилики Константина, а фракция военных — у церкви Святого Стефана. В итоге был достигнут компромисс, и духовенство избрало Конона.
Иоанн V был похоронен среди папских гробниц в базилике Святого Петра. Его эпитафия хвалила его за борьбу с монофелитством и твёрдость в вопросах веры. Могила Иоанна V была уничтожена в ходе разграбления Рима сарацинами в 846 году.